# Siegfried Kallenberg
Siegfried Garibaldi Kallenberg (1867 - 1944) fou un compositor alemany de finals del Romanticisme del que en disposem de molt poques dades.
Feu els estudis en el Conservatori de Stuttgart i Múnic. S'assenyalà especialment en la composició, pertanyent a les escoles més avançades del seu país. Va cultivar especialment el gènere de cambra (sonates, quartets, trios, etc.), també va escriure dues Simfonies, diverses obres orquestrals, més de 300 lieder, i les òperes Sun Liao (1918) i Das goldene Tor.